# Short Empire
Short Empire là một loại tàu bay chở bưu phẩm và hành khách tầm trung của Anh. Nó hoạt động rộng khắp từ Anh tới các thuộc địa của Anh ở châu Phi, châu Á và Australia, cũng như tuyến đường giữa Bermuda và New York City. Loại máy bay này do hãng Short Brothers sản xuất và được phát triển song song với máy bay ném bom tuần tra Short Sunderland trong giai đoạn Chiến tranh thế giới II.

## Quốc gia sử dụng

### Dân sự
Úc
- Qantas

 New Zealand
- TEAL

 Anh Quốc
- Imperial Airways
- BOAC

### Quân sự
Úc
- Không quân Hoàng gia Australia

 Anh Quốc
- Không quân Hoàng gia

## Tính năng kỹ chiến thuật (Short S.23)

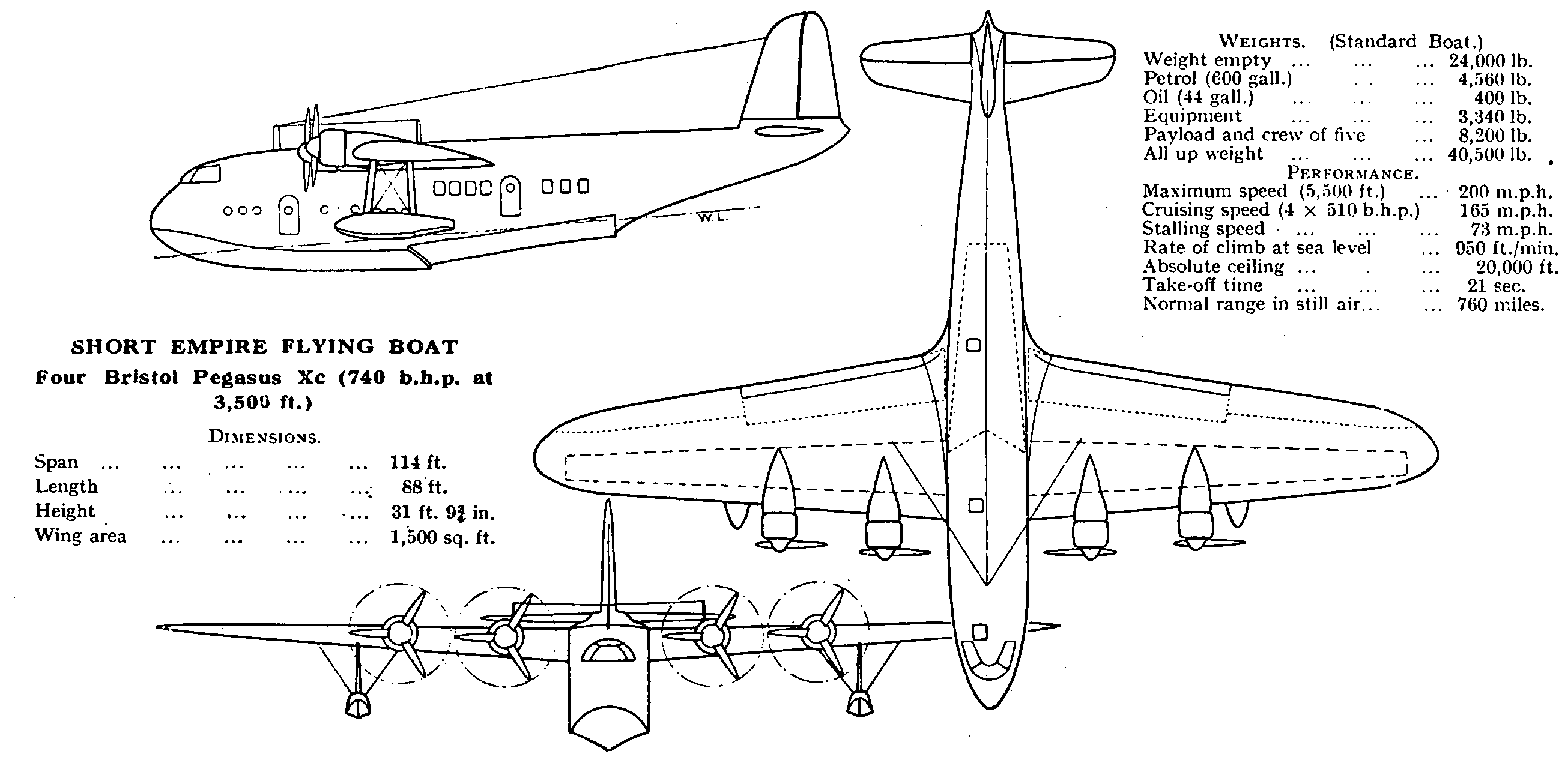
Short Empire

Dữ liệu lấy từ The Encyclopedia of World Aircraft
Đặc điểm tổng quát
- Chiều dài: 88 ft (26,82m)
- Sải cánh: 114 ft (34,75 m)
- Chiều cao: 31 ft 9¾ in (9,70 m)
- Diện tích cánh: 1.500 ft² (139,35 m²)
- Trọng lượng rỗng: 23.500 lb (10.659 kg)
- Trọng lượng cất cánh tối đa: 40.500 lb (18.370 kg)
- Động cơ: 4 × Bristol Pegasus, 920 hp (696 kW)  mỗi chiếc

 Hiệu suất bay 
- Vận tốc cực đại: 200 mph (322 km/h)
- Tầm bay: 760 dặm (1.223 km)
- Trần bay: 20.000 ft (6.100 m)